# Marysville, Kansas
Marysville là một thành phố thuộc quận Marshall, tiểu bang Kansas, Hoa Kỳ. Năm 2010, dân số của xã này là 3294 người.

## Dân số
Dân số các năm:
- Năm 2000: 3271 người
- Năm 2010: 3294 người